# Lucy Street
Lucy Street var en svensk poptrio som bestod av Johanna Lidén, Karolina Dahlman och Malin Sjöquist. Bandnamnet var inspirerat av 1960-talsserien Lucy Show.
Gruppen bildades 1999 i samarbete med låtskrivaren Jörgen Elofsson. De fick kontrakt med Sony Music och hade framgångar på den svenska singellistan med låtarna "Girl Next Door" under år 2000 och "Loves Me Loves Me Not" 2001 och gav samtidigt också ut albumet Girl Next Door.. 
Efter en intensiv lansering i Norden och skivbolagets upprepade planändringar för Europa-lanseringen, samt olika viljor om inriktningen på det fortsatta arbetet, valde Lidén att lämna gruppen för att fullfölja studierna, varefter gruppen upplöstes 2001. De två andra medlemmarna fortsatte samarbeta som duo ett år under namnet Syko, innan de också la ner verksamheten.